# Dubai Tennis Championships 2014 - Qualificazioni singolare femminile
Le qualificazioni del singolare femminile del Dubai Tennis Championships 2014 sono state un torneo di tennis preliminare per accedere alla fase finale della manifestazione. I vincitori dell'ultimo turno sono entrati di diritto nel tabellone principale. In caso di ritiro di uno o più giocatori aventi diritto a questi sono subentrati i lucky loser, ossia i giocatori che hanno perso nell'ultimo turno ma che avevano una classifica più alta rispetto agli altri partecipanti che avevano comunque perso nel turno finale.

## Teste di serie
1. Eugenie Bouchard (ultimo turno)
2. Anastasija Pavljučenkova (ritirata)
3. Flavia Pennetta (qualificata)
4. Andrea Petković (secondo turno)
5. Yvonne Meusburger (ultimo turno)

1. Karin Knapp (secondo turno)
2. Bethanie Mattek-Sands (secondo turno)
3. Zhang Shuai (secondo turno)
4. Varvara Lepchenko (primo turno)

### Qualificate
1. Annika Beck
2. Maryna Zanevs'ka

1. Flavia Pennetta
2. Karolína Plíšková

## Tabellone qualificazioni

### Legenda
| - Q = Qualificato - WC = Wild card - LL = Lucky loser | - ALT = Alternate - SE = Special Exempt - PR = Protected Ranking | - w/o = Walkover - r = Ritirato - d = Squalificato |

### Sezione 1
|  | Primo turno | Primo turno        | Primo turno | Primo turno | Primo turno |  |  | Secondo turno | Secondo turno     | Secondo turno | Secondo turno | Secondo turno |   |   | Ultimo turno | Ultimo turno     | Ultimo turno     | Ultimo turno | Ultimo turno |  |
|  |             |                    |             |             |             |  |  |               |                   |               |               |               |   |   |              |                  |                  |              |              |  |
|  | 1           | Eugenie Bouchard   | 5           | 6           | 6           |  |  |               |                   |               |               |               |   |   |              |                  |                  |              |              |  |
|  |             | Vera Duševina      | 7           | 3           | 3           |  |  | 1             | Eugenie Bouchard  | 6             | 6             |               |   |   |              |                  |                  |              |              |  |
|  |             | Cvetana Pironkova  | 64          | 7           | 5           |  |  |               | Cvetana Pironkova | 2             | 4             |               |   |   |              |                  |                  |              |              |  |
|  |             | Vitalija D'jačenko | 7           | 65          | 0r          |  |  |               |                   |               |               |               |   |   | 1            | Eugenie Bouchard | Eugenie Bouchard | 1            | 4            |  |
|  |             | Annika Beck        | 2           | 6           | 6           |  |  |               |                   |               | Annika Beck   | Annika Beck   | 6 | 6 |              |                  |                  |              |              |  |
|  | Alt         | Abigail Spears     | 6           | 0           | 2           |  |  |               | Annika Beck       | Annika Beck   | 6             | 7             |   |   |              |                  |                  |              |              |  |
|  |             | Andrea Hlaváčková  | 1           | 2           |             |  |  | 6             | Karin Knapp       | Karin Knapp   | 0             | 5             |   |   |              |                  |                  |              |              |  |
|  | 6           | Karin Knapp        | 6           | 6           |             |  |  |               |                   |               |               |               |   |   |              |                  |                  |              |              |  |

### Sezione 2
|  | Primo turno | Primo turno           | Primo turno           | Primo turno | Primo turno |  |  | Secondo turno | Secondo turno         | Secondo turno | Secondo turno | Secondo turno |   |  | Ultimo turno | Ultimo turno     | Ultimo turno | Ultimo turno | Ultimo turno |  |
|  |             |                       |                       |             |             |  |  |               |                       |               |               |               |   |  |              |                  |              |              |              |  |
|  | 9           | Varvara Lepchenko     | 4                     | 3           |             |  |  |               |                       |               |               |               |   |  |              |                  |              |              |              |  |
|  |             | Maryna Zanevs'ka      | 6                     | 6           |             |  |  |               | Maryna Zanevs'ka      | 6             | 7             |               |   |  |              |                  |              |              |              |  |
|  |             | Petra Martić          | 3                     | 6           | 6           |  |  |               | Petra Martić          | 4             | 67            |               |   |  |              |                  |              |              |              |  |
|  |             | Tadeja Majerič        | 6                     | 4           | 2           |  |  |               |                       |               |               |               |   |  |              | Maryna Zanevs'ka | 7            | 6            |              |  |
|  |             | Mona Barthel          | 6                     | 64          | 6           |  |  |               |                       |               | Mona Barthel  | 68            | 4 |  |              |                  |              |              |              |  |
|  |             | Anastasija Rodionova  | 3                     | 7           | 3           |  |  |               | Mona Barthel          | 3             | 6             | 7             |   |  |              |                  |              |              |              |  |
|  |             | Kristýna Plíšková     | Kristýna Plíšková     | 3           | 4           |  |  | 7             | Bethanie Mattek-Sands | 6             | 4             | 62            |   |  |              |                  |              |              |              |  |
|  | 7           | Bethanie Mattek-Sands | Bethanie Mattek-Sands | 6           | 6           |  |  |               |                       |               |               |               |   |  |              |                  |              |              |              |  |

### Sezione 3
|  | Primo turno | Primo turno            | Primo turno      | Primo turno | Primo turno |  |  | Secondo turno | Secondo turno       | Secondo turno | Secondo turno     | Secondo turno     |   |   | Ultimo turno | Ultimo turno    | Ultimo turno    | Ultimo turno | Ultimo turno |  |
|  |             |                        |                  |             |             |  |  |               |                     |               |                   |                   |   |   |              |                 |                 |              |              |  |
|  | 3           | Flavia Pennetta        | 3                | 6           | 6           |  |  |               |                     |               |                   |                   |   |   |              |                 |                 |              |              |  |
|  |             | Kristína Kučová        | 6                | 1           | 4           |  |  | 3             | Flavia Pennetta     | 7             | 6                 |                   |   |   |              |                 |                 |              |              |  |
|  |             | Misaki Doi             | Misaki Doi       | 2           | 64          |  |  |               | Julija Putinceva    | 63            | 0                 |                   |   |   |              |                 |                 |              |              |  |
|  |             | Julija Putinceva       | Julija Putinceva | 6           | 7           |  |  |               |                     |               |                   |                   |   |   | 3            | Flavia Pennetta | Flavia Pennetta | 6            | 6            |  |
|  |             | Kristina Mladenovic    | 6                | 4           | 6           |  |  |               |                     | 5             | Yvonne Meusburger | Yvonne Meusburger | 1 | 3 |              |                 |                 |              |              |  |
|  | WC          | Arantxa Parra Santonja | 4                | 6           | 3           |  |  |               | Kristina Mladenovic | 7             | 3                 | 1                 |   |   |              |                 |                 |              |              |  |
|  | WC          | Michaela Hončová       | 3                | 1           |             |  |  | 5             | Yvonne Meusburger   | 63            | 6                 | 6                 |   |   |              |                 |                 |              |              |  |
|  | 5           | Yvonne Meusburger      | 6                | 6           |             |  |  |               |                     |               |                   |                   |   |   |              |                 |                 |              |              |  |

### Sezione 4
|  | Primo turno | Primo turno       | Primo turno       | Primo turno | Primo turno |  |  | Secondo turno | Secondo turno     | Secondo turno     | Secondo turno     | Secondo turno |   |  | Ultimo turno | Ultimo turno  | Ultimo turno | Ultimo turno | Ultimo turno |  |
|  |             |                   |                   |             |             |  |  |               |                   |                   |                   |               |   |  |              |               |              |              |              |  |
|  | 4           | Andrea Petković   | Andrea Petković   | 6           | 6           |  |  |               |                   |                   |                   |               |   |  |              |               |              |              |              |  |
|  |             | Claire Feuerstein | Claire Feuerstein | 3           | 2           |  |  | 4             | Andrea Petković   | 1                 | 2                 |               |   |  |              |               |              |              |              |  |
|  |             | Camila Giorgi     | Camila Giorgi     | 7           | 6           |  |  |               | Camila Giorgi     | 6                 | 6                 |               |   |  |              |               |              |              |              |  |
|  | WC          | Marta Domachowska | Marta Domachowska | 67          | 1           |  |  |               |                   |                   |                   |               |   |  |              | Camila Giorgi | 5            | 2            |              |  |
|  |             | Alla Kudrjavceva  | 2                 | 7           | 5           |  |  |               |                   |                   | Karolína Plíšková | 7             | 6 |  |              |               |              |              |              |  |
|  |             | Karolína Plíšková | 6                 | 5           | 7           |  |  |               | Karolína Plíšková | Karolína Plíšková | 7                 | 6             |   |  |              |               |              |              |              |  |
|  | WC          | Çağla Büyükakçay  | Çağla Büyükakçay  | 3           | 2           |  |  | 8             | Zhang Shuai       | Zhang Shuai       | 65                | 1             |   |  |              |               |              |              |              |  |
|  | 8           | Zhang Shuai       | Zhang Shuai       | 6           | 6           |  |  |               |                   |                   |                   |               |   |  |              |               |              |              |              |  |